# Серен (футбольный клуб)
«Серен» (англ. Royal Football Club Seraing) — бельгийский футбольный клуб из одноимённого города.

## История
Клуб был основан в 1900 году как «ФК Серезьен» (FC sérésien), имел регистрационный номер 17. В 1928 году получил «королевскую» приставку Royal. До сезона 1981/82 и в сезонах 1987/88 — 1992/93 выступал во втором и третьем дивизионах Бельгии. В сезонах 1982/83 — 1986/87 и 1993/94 — 1995/96 выступал в Дивизионе 1, в сезоне-1993/94 занял 3-е место в чемпионате. В 1994 году клуб стал называться R.F.C. Seraing. В розыгрыше Кубка УЕФА 1994/95 в первом раунде уступил российскому «Динамо» Москва 3:4, 1:0. В 1996 году из-за финансовых проблем объединился с клубом «Стандард» Льеж.

### Современный ФК «Серен»
В 1996 году в Серене был основан новый футбольный клуб, получивший название La Débrouille Seraing и регистрационный номер 9310, в 2005 году был переименован в «Серен» (FC Seraing).
Тогда же клуб «Юнион Льеж» (Royale Union Liegeoise), основанный в 1901 году как «Брессу» (RFC Bressoux, регистрационный номер 23), переехал из Льежа в Серен, получив название «Серен Роял Юнион Льеж» (Seraing Royale Union Liegeoise). В 2006 году клуб поменял название на «Серезьен» (RFC sérésien) и сменил цвета на те, которые носил предыдущий клуб из Серена.
В 2008 году была предпринята попытка объединения двух «наследников», но стороны не смогли прийти к соглашению, «Серен» (№ 9310) снялся с соревнований в середине сезона 2008/09 и был расформирован.
В 2013 году «Серезьен», вылетевший в пятый дивизион, был приобретён новыми владельцами, которые поставили задачу возвращения клуба в элиту. Для выполнения этой цели в 2014 году была выкуплена лицензия клуба второго дивизиона «Боссу-Дур Боринаж» (Royal Boussu-Dour Borinage, № 167). Команда перебазировалась в Серен и продолжила выступления во втором дивизионе под новым названием «Серен Юнайтед» (Seraing United).
Лицензия, принадлежавшая «Серезьену» (№ 23), после обмена лицензиями между несколькими клубами попала к команде четвёртого дивизиона «Шарлеруа» (FC Charleroi, не имеет отношения к более успешному «Шарлеруа»), в результате сменившей название на «Расинг Шарлеруа Куйе Флёрюс» (Racing Charleroi Couillet Fleurus).
В 2015 году «Серен Юнайтед» был переименован в «Серен» (Royal Football Club Seraing, № 167), а в 2021 году пробился в высший дивизион, где провёл два сезона.